# Znamiensk (obwód astrachański)
Znamiensk (ros. Знаменск) – miasto zamknięte w Rosji, w obwodzie astrachańskim, zamieszkałe głównie przez pracowników kosmodromu Kapustin Jar. Od 11 stycznia 1962 nosiło nazwę Kapustin Jar lub Kapustin Jar-1. 23 stycznia 1993 roku nazwę miasta zmieniono na Znamiensk.

## Lokalizacja
Znamiensk jest najbardziej wysuniętym na północ miastem w obwodzie astrachańskim, zlokalizowanym przy lewym brzegu rzeki Podstepka (ros. Подстепка).
Miasto położone jest na terenach o niskiej gęstości zaludnienia, w bezpośrednim sąsiedztwie kosmodromu Kapustin Jar, z którym jest połączone drogami dojazdowymi. W pobliżu znajduje się lotnisko wojskowe, obsługujące kosmodrom. W Znamiensku zlokalizowana jest stacja kolejowa, łącząca miasto z obwodem wołgogradzkim. Jego granica oddalona jest o około 10 km. Najbliższe większe miasto to Leninsk, w obwodzie wołgogradzkim, leżący w odległości 41 km.

## Sytuacja prawna
14 lipca 1992 roku miastu nadano status zamkniętej jednostki administracyjno-terytorialnej, włączonej do obwodu astrachańskiego jako samodzielna jednostka miejska. 25 października 1996 roku Znamiensk został formalnie zarejestrowany jako miasto zamknięte (ros. Закры́тое администрати́вно-территориа́льное образова́ние ЗАТО́).
Wynika to z konieczności zabezpieczenia kosmodromu. Ponadto na terenie Znamienska znajdują się obiekty Ministerstwa Obrony. Obowiązują specjalne procedury bezpieczeństwa. Wjazd wymaga przepustki, przekraczanie granicy miasta jest każdorazowo kontrolowane.

## Historia i mieszkańcy
Historia miasta  jest związana bezpośrednią z budową poligonu rakietowego, a następnie kosmodromu Kapustin Jar.
13 maja 1946 roku, na mocy dekretu Rady Ministrów ZSRR, podjęto decyzję o budowie poligonu rakietowego oraz przyjęto założenia budowy pobliskiego miasta (oddalonego obecnie ok. 2 km). Pierwsze budynki mieszkalne dla robotników postawiono w 1949 roku. Od 1951 rozpoczęto budowę części mieszkalnej i administracyjnej. W 1951 roku w mieście powstała pierwsza szkoła, w 1953 roku pierwsze przedszkole. W latach pięćdziesiątych zbudowano stację ujęcia wody, doprowadzono wodociąg oraz prąd. 
W 1962 roku Znamiensk uzyskał prawa miejskie.
Mieszkańcy to w znacznej mierze wojskowi lub cywilni pracownicy kosmodromu Kapustin Jar. Od lat dziewięćdziesiątych liczba mieszkańców waha się od 26 tys. do 35 tys. i ma bezpośredni związek z aktualnie realizowanymi projektami kosmodromu.
W Znamiensku wydawana jest lokalna gazeta „Orbita”.

## Obiekty

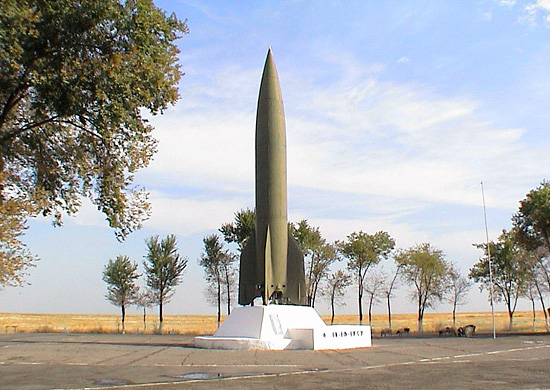
Pomnik upamiętniający pierwszy start rakiety R-1 z kosmodromu Kapustin Jar.

W latach pięćdziesiątych w mieście postawiono pomnik Lenina, na placu jego imienia. Następnie pomnik upamiętniający pierwszy start rakiety R-1.
W 1962 roku w Znamiensku powstał szpital miejski.
Od 1991 roku w mieście znajduje się filia Astrachańskiego Uniwersytetu Państwowego